# Bund für Deutsche Kirche
Der Bund für Deutsche Kirche wurde im Juni 1921 von Joachim Kurd Niedlich, Ernst Bublitz und Friedrich Andersen gegründet. An der Gründung beteiligt waren Houston Stewart Chamberlain, Adolf Bartels, Arthur Bonus, Hans von Wolzogen sowie weitere Wagnerianer aus der Bayreuther Gegend. Er sollte dazu beitragen, die evangelische Kirche völkisch zu verändern, und konkurrierte ab 1932 mit den Deutschen Christen. Man verstand sich als „Kampf- und Arbeitsgemeinschaft“ mit dem Ziel, die Kirche „aus ihrer jüdischen Umklammerung“ zu befreien, und ein deutschheimatlich durchtränktes Christentum zu schaffen. Vor allem ging es um die Abschaffung des Alten Testamentes als Grundlage des Deutschen Christentums. So sollte zum Beispiel der Aaronitische Segen nicht mehr erteilt werden. Es wurde eine Zeitschrift mit dem Namen Die Deutschkirche herausgegeben, mit Pfarrer Ernst Bublitz als Schriftleiter. Mit dem Tode Kurd Niedlichs 1928 verlor die Deutschkirche ihr Aushängeschild. Andersen blieb formal Vorsitzender, die praktische und theologische Leitung lag aber mehr und mehr in der Hand von Ernst Bublitz.